# Puerto Rico International 2014
Die Puerto Rico International 2014 im Badminton fanden vom 17. bis zum 21. Dezember 2014 in San Juan statt.

## Sieger und Platzierte
| Disziplin    | Gold                               | Silber                           | Bronze                                           |
| ------------ | ---------------------------------- | -------------------------------- | ------------------------------------------------ |
| Herreneinzel | Ygor Coelho                        | Howard Shu                       | Alex Tjong                                       |
| Herreneinzel | Ygor Coelho                        | Howard Shu                       | Jan Fröhlich                                     |
| Dameneinzel  | Fabiana Silva                      | Genesis Valentin                 | Berónica Vivieca                                 |
| Dameneinzel  | Fabiana Silva                      | Genesis Valentin                 | Luz María Zornoza                                |
| Herrendoppel | Giovanni Greco Rosario Maddaloni   | Mathew Fogarty Bjorn Seguin      | Alistair Casey Dean Schoppe                      |
| Herrendoppel | Giovanni Greco Rosario Maddaloni   | Mathew Fogarty Bjorn Seguin      | Paul-Antoine Dostie-Guidon Pierre-Etienne Pilote |
| Damendoppel  | Ana Paula Campos Fabiana Silva     | Camilla Garcia Luz María Zornoza | Jaylene Forestier Genesis Valentin               |
| Mixed        | Andrés Corpancho Luz María Zornoza | Nelson Javier Berónica Vivieca   | Alex Tjong Ana Paula Campos                      |
| Mixed        | Andrés Corpancho Luz María Zornoza | Nelson Javier Berónica Vivieca   | Alistair Casey Yuko Kawasaki                     |